# Dan Neville
Dan Neville (* 8. Dezember 1946 im County Limerick) ist ein irischer Politiker, Mitglied der Fine Gael und seit 1997 Abgeordneter im Dáil Éireann.

## Leben
Dan Nevilles politische Karriere begann im Limerick County Council, dessen Mitglied er von 1985 bis Oktober 2003 war. Daneben gehörte er von 1992 bis 1999 der Mid-Western Health Board, dem General Council of County Councils und der Association of Health Boards in Ireland als Mitglied an.
1989 wurde Neville in den 19. Seanad Éireann gewählt und konnte seinen Sitz auch im 20. Seanad Éireann behalten. 1997 gelang es ihm nach zwei gescheiterten Versuchen (1987 und 1992), in den Dáil Éireann gewählt zu werden. Bei den folgenden Wahlen konnte Neville seinen Sitz verteidigen.
Neville ist Präsident der Irish Association of Suicidology, einer Organisation, die Mitglied der International Association for Suicide Prevention ist, sowie Direktor der Irish Palatine Association, die sich der Geschichte der 3000 protestantischen Siedler widmet, die 1709 aus der Pfalz nach Irland ausgewandert waren.
Als Neville im Oktober 2003 zurücktrat und sein Mandat im Limerick County Council niederlegte, wurde der vakante Sitz von seinem Sohn Tom Neville, der ebenfalls der Fine Gael angehört, neu besetzt.